# Theodore Shapiro
Theodore Shapiro (Washington, 29 settembre 1971) è un compositore statunitense.

## Biografia
Bachelor in musica alla Brown University nel 1993, Shapiro è famoso per aver composto le musiche di molti film di successo come Il diavolo veste Prada, Tu, io e Dupree e Dick & Jane - Operazione furto.

## Filmografia parziale

### Cinema
- Six Ways to Sunday, regia di Adam Bernstein (1997)
- Hurricane, regia di Morgan J. Freeman (1997)
- Restaurant, regia di Eric Bross (1998)
- Safe Men, regia di John Hamburg (1998)
- On the Ropes, regia di Nanette Burstein e Brett Morgen (1999) - documentario
- Girlfight, regia di Karyn Kusama (2000)
- Hollywood, Vermont. (State and Main), regia di David Mamet (2000)
- L'estate della mia vita (Prince of Central Park), regia di John Leekley (2000)
- Wet Hot American Summer, regia di David Wain (2001)
- Il colpo (Heist), regia di David Mamet (2001)
- Non è un'altra stupida commedia americana (Not Another Teen Movie), regia di Joe Gallen (2001)
- Love in the Time of Money, regia di Peter Mattei (2002)
- Bug, regia di Phil Hay e Matt Manfredi (2002)
- Old School, regia di Todd Phillips (2003)
- Una hostess tra le nuvole (View from the Top), regia di Bruno Barreto (2003)
- ...e alla fine arriva Polly (Along Came Polly), regia di John Hamburg (2004)
- Starsky & Hutch, regia di Todd Phillips (2004)
- 30 anni in 1 secondo (13 Going on 30), regia di Gary Winick (2004)
- Palle al balzo - Dodgeball (Dodgeball: A True Underdog Story), regia di Rawson Marshall Thurber (2004)
- Dick & Jane - Operazione furto (Fun with Dick and Jane), regia di Dean Parisot (2005)
- The Baxter, regia di Michael Showalter (2005)
- Il diavolo veste Prada (The Devil Wears Prada), regia di David Frankel (2006)
- Tu, io e Dupree (You, Me and Dupree), regia di Anthony e Joe Russo (2006)
- Idiocracy, regia di Mike Judge (2006)
- A Crime, regia di Manuel Pradal (2007) - insieme a Ennio Morricone
- Blades of Glory - Due pattini per la gloria (Blades of Glory), regia di Will Speck e Josh Gordon (2007)
- The Girl in the Park, regia di David Auburn (2007)
- Mr. Woodcock, regia di Craig Gillespie (2007)
- I misteri di Pittsburgh (The Mysteries of Pittsburgh), regia di Rawson Marshall Thurber (2008)
- Semi-Pro, regia di Kent Alterman (2008)
- Tropic Thunder, regia di Ben Stiller (2008)
- Io & Marley (Marley & Me), regia di David Frankel (2008)
- I Love You, Man, regia di John Hamburg (2009)
- Anno uno (Year One), regia di Harold Ramis (2009)
- Jennifer's Body, regia di Karyn Kusama (2009) - insieme a Stephen Barton
- Che fine hanno fatto i Morgan? (Did You Hear About the Morgans?), regia di Marc Lawrence (2009)
- Arturo (Arthur), regia di Jason Winer (2011) - insieme a Mark Ronson
- Un anno da leoni (The Big Year), regia di David Frankel (2011)
- Cambio vita (The Change-Up), regia di David Dobkin (2011)
- Pirati! Briganti da strapazzo (The Pirates! Band of Misfits), regia di Peter Lord e Jeff Newitt (2012)
- Il matrimonio che vorrei (Hope Springs), regia di David Frankel (2012)
- Candidato a sorpresa (The Campaign), regia di Jay Roach (2012)
- Come ti spaccio la famiglia (We're the Millers), regia di Rawson Marshall Thurber (2013)
- One Chance, regia di David Frankel (2013)
- I sogni segreti di Walter Mitty (The Secret Life of Walter Mitty), regia di Ben Stiller (2013)
- Teneramente folle (Infinitely Polar Bear), regia di Maya Forbes (2014)
- St. Vincent, regia di Theodore Melfi (2014)
- The Invitation, regia di Karyn Kusama (2015)
- Spy, regia di Paul Feig (2015)
- La canzone della vita - Danny Collins (Danny Collins), regia di Dan Fogelman (2015)
- L'ultima parola - La vera storia di Dalton Trumbo (Trumbo), regia di Jay Roach (2015)
- Lo stagista inaspettato (The Intern), regia di Nancy Meyers (2015)
- Zoolander 2, regia di Ben Stiller (2016)
- Una spia e mezzo (Central Intelligence), regia di Rawson Marshall Thurber (2016) - insieme a Ludwig Göransson
- La festa prima delle feste (Office Christmas Party), regia di Josh Gordon e Will Speck (2016)
- Ghostbusters, regia di Paul Feig (2016)
- Collateral Beauty, regia di David Frankel (2016)
- Proprio lui? (Why Him?), regia di John Hamburg (2016)
- Il re della polka (The Polka King), regia di Maya Forbes (2017)
- Fottute! (Snatched), regia di Jonathan Levine (2017)
- Capitan Mutanda - Il film (Captain Underpants: The First Epic Movie), regia di David Soren (2017)
- Un piccolo favore (A Simple Favor), regia di Paul Feig (2018)
- Destroyer, regia di Karyn Kusama (2018)
- Last Christmas, regia di Paul Feig (2019)
- Bombshell - La voce dello scandalo (Bombshell), regia di Jay Roach (2019)
- Spie sotto copertura (Spies in Disguise), regia di Nick Bruno e Troy Quane (2019)
- Trolls World Tour, regia di Walt Dohrn (2020)
- Gli occhi di Tammy Faye (The Eyes of Tammy Faye), regia di Michael Showalter (2021)
- The Good House, regia di Maya Forbes e Wally Wolodarsky (2021)
- L'accademia del bene e del male (The School for Good and Evil), regia di Paul Feig (2022)
- Trolls 3 - Tutti insieme (Trolls Band Together), regia di Walt Dohrn (2023)
- Jackpot - Se vinci ti uccido! (Jackpot!), regia di Paul Feig (2024)
- Wolfs - Lupi solitari (Wolfs), regia di Jon Watts (2024)
- Un altro piccolo favore (Another Simple Favour), regia di Paul Feig (2025)

### Televisione
- The State – programma TV (1993-1995)
- Game Change, regia di Jay Roach – film TV (2012)
- La misteriosa accademia dei giovani geni (The Mysterious Benedict Society) – serie TV (2021-in corso)
- Yellowjackets – serie TV, episodio 1x01 (2021)
- Scissione (Severance) – serie TV, 9 episodi (2022-in corso)